# جين سيلفرشتاين ريس
جين سيلفرشتاين ريس (1909-2005م)، والمعروفة أيضًا باسم جوليا جين سيلفرشتاين، مهندسة المناظر الطبيعية الأمريكية التي كانت أول امرأة مرخصة في كولورادو كمهندسة مناظر طبيعية محترفة. لعملها في مجال المناظر الطبيعية بالإضافة إلى جهودها للحفاظ على المواقع التاريخية وترميمها، تم إدخالها في قاعة مشاهير النساء في كولورادو وأنشئت مؤسسة باسمها تمنح منحًا دراسية في مجالها وتدعم سلسلة محاضرات سنوية.

## تعليمها وحياتها الشخصية
ولدت جوليا جين سيلفرشتاين في 10 مارس 1909م في دنفر بولاية كولورادو، والدها هاري إس وإيفا دبليو (سيكمان) سيلفرشتاين. التحقت بمدرسة عامة وتلقت تدريبها في هندسة المناظر الطبيعية في مدرسة لوثورب للهندسة المعمارية للمناظر الطبيعية، والتي تخرجت منها في عام 1932م. وواصلت دراسات أخرى في جامعة كولورادو، وجامعة دنفر، وفي مدرسة رود آيلاند للتصميم. عملت باسم ولادتها في السنوات القليلة الأولى من حياتها المهنية.
و في عام 1953م، تزوجت من هنري ريس، خبير تأمين في كولورادو. وبدءًا من عام 1961م، استخدمت جين سيلفرشتاين ريس كاسمها المهني. توفي هنري عام 1984م.

## حياتها المهنية
بدأت سيلفرشتاين حياتها المهنية في عام 1933م عندما تم تعيينها من قبل شركة مكراري وكولي وكارارت للهندسة المعمارية ومقرها دنفر للعمل على تصميمات الزراعة لجامعة كولورادو. في عام 1935م، افتتحت شركتها الخاصة في دنفر، وتخصصت في تصميم المناظر الطبيعية السكنية الصغيرة. كما تلقت سيلفرشتاين عمولات لتصميم المزارع لأنواع أخرى من المواقع، بما في ذلك مشاريع الإسكان، والعقارات الكبيرة، والكنائس، والمدارس، والمستشفيات، والمباني الحكومية، والشركات. وهي مسؤولة عن حدائق الأعشاب والكتاب المقدس في حدائق دنفر النباتية.
اكتسبت سيلفرشتاين سمعة طيبة في المزارع التي تباعدت عن خطة الزراعة الأكثر شيوعًا في دنفر من العشب الأمامي والخلفي بالإضافة إلى المزارع الأساسية والحدود المزهرة. مستوحاة من الحدائق المسورة في بيكون هيل في بوسطن، والتي أُعجبت بها خلال سنواتها في لوثورب، صممت حدائق كانت رسمية إلى حد ما ولكنها حميمة، وغالبًا ما تتميز بالنباتات المحلية التي لا تتطلب كميات كبيرة من الماء. انطلقت حياتها المهنية بعد أن صممت حديقة في عام 1935م لمشروع إيضاحي لشركة جنرال إلكتريك، وصممت إجمالاً أكثر من 1500 حديقة في حياتها المهنية الطويلة.
خلال الحرب العالمية الثانية، خدمت سيلفرشتاين في نيويورك في محمية النساء التابعة لحرس السواحل الأمريكي كضابط تعمل في الأمور المتعلقة باتصال الموانئ ومسوحات الممتلكات. وأنهت الحرب برتبة ملازم.
بعد الحرب، شغلت سيلفرشتاين لفترة وجيزة وظيفة مهندسة المناظر الطبيعية لشركة سكيدمور، اوينجز وميريل في نيويورك قبل أن تعود إلى دنفر في عام 1947م وتعيد فتح شركتها الخاصة. كانت ريس نشطًة في العمل لتحفاظ على العناصر الحضرية لكولورادو. لقد كانت محركًا رئيسيًا في حملة لإعادة تأهيل أراضي قصر حاكم كولورادو، كما اُستشارت في حديقة متحف مولي براون هاوس ومتنزه 9 ستريت هيستوريك. كما طورت مجموعة مكبرة من الخطط لإعادة تطوير ساحة لاريمر.
في الستينيات، عملت ريس على إنشاء هيئة ترخيص كولورادو لمهندسي المناظر الطبيعية، بعد إقرار قانون تسجيل مهندس المناظر الطبيعية بالولاية، أصبحت ريس (في عام 1968م) الشخص الثالث وأول امرأة تحصل على شهادة كمهندس مناظر طبيعي مرخص في كولورادو.
في عام 1965م، تم انتخاب ريس زميلًة في الجمعية الأمريكية لمهندسي المناظر الطبيعية (السا). كانت أيضًا عضوًا في فرع روكي ماونتين التابع لـالسا (الآن فرع كولورادو) وأصبحت أول رئيسة لها. حصلت على جائزة خدمة المجتمع من فرع دنفر التابع للمعهد الأمريكي للمهندسين المعماريين. في عام 1990م، تم إدخالها في قاعة مشاهير النساء في كولورادو.
لم تتقاعد ريس رسميًا أبدًا، ولكن في عام 1989م أصبحت مستشارة أولى لشركة لاند مارك ديزاين، التي أسسها زملاء وشركاء سابقون.
توفيت ريس في 6 يوليو 2005م. وفي وقت سابق من نفس العام، تم تكريمها بميدالية الجمعية الأمريكية لمهندسي المناظر الطبيعية المرموقة تقديراً لإنجازات حياتها في مهنتها.

## ميراث
في عام 1992م، في 737 شارع فرانكلين، حيث عاشت ريس واحتفظت بمكتبها لعدة عقود، كمعلم في دنفر.
في عام 1983م، أنشأت فرع كولورادو التابع لالسا جائزة «جين سيلفرشتاين ريس» لتكريم الأعضاء الذين يظهرون وعيًا استثنائيًا بأهمية الإشراف على الأراضي في جبال روكي.
أنشأت فرع كولورادو أيضًا مؤسسة جي اس ار (في عام 1997م)، والتي تمنح منحًا دراسية لطلاب هندسة المناظر الطبيعية، وتمول سلسلة محاضرات سنوية، وتدير جائزة جين سيلفرشتاين ريس. افتتحت ريس بنفسها برنامج محاضرات المؤسسة.
سمي صنف خشب البقس القاسي، بوكسوس ميكروفيلا «جوليا جين»، على اسمها.
تحتفظ مكتبة دنفر العامة بأوراقها - التي تتكون من صور فوتوغرافية ورسومات تصميم المناظر الطبيعية ووثائق العمل وملفات العملاء والخطابات.